# Couze (affluent de la Corrèze)
Pour les articles homonymes, voir Couze.
La Couze est un ruisseau français qui coule dans le département de la Corrèze. C'est un affluent de la Corrèze en rive droite, donc un sous-affluent de la Dordogne par la Vézère.
Il ne faut pas la confondre avec deux autres ruisseaux homonymes, la Couze, affluent de la Vézère, située partiellement dans le même département de la Corrèze et la Couze, affluent de la Dordogne, entièrement située dans le département de la Dordogne. Il ne faut pas non plus la confondre avec la rivière Couze, affluent de la Gartempe, qui traverse le Nord du département de la Haute-Vienne.

## Géographie
Selon le Sandre, la Couze naît d'un petit étang situé à l'est de l'étang de Lachamp, à près de 420 mètres d'altitude, sur la commune de Favars, au nord de la route départementale 9, près du lieu-dit les Champs Hauts. 
Elle est ensuite retenue à l'étang de Lachamp. Elle passe 500 mètres au nord du village de Venarsal puis son cours est arrêté au barrage de la Couze. Elle se jette dans la Corrèze en rive droite, à moins de 120 mètres d'altitude, sur la commune de Malemort-sur-Corrèze, dans la zone d'activités à l'est de la ville.
La Couze est longue de 15 km.

### Affluents
Parmi les neuf affluents de la Couze répertoriés par le Sandre, les deux plus longs sont, d'amont vers l'aval :
- long de 5,5 km, un ruisseau sans nom qui passe au sud-est de Favars[2], en rive gauche ;
- le Biou, avec 6,5 km[3] en rive droite. Sa confluence avec la Couze s'effectue dans la retenue du barrage de la Couze.

### Département et communes traversés
À l'intérieur du département de la Corrèze, la Couze arrose six communes,, soit d'amont vers l'aval  :
- Favars (source)
- Saint-Germain-les-Vergnes
- Saint-Hilaire-Peyroux
- Venarsal
- Sainte-Féréole
- Malemort-sur-Corrèze (confluence avec la Corrèze)